# Villa Godi

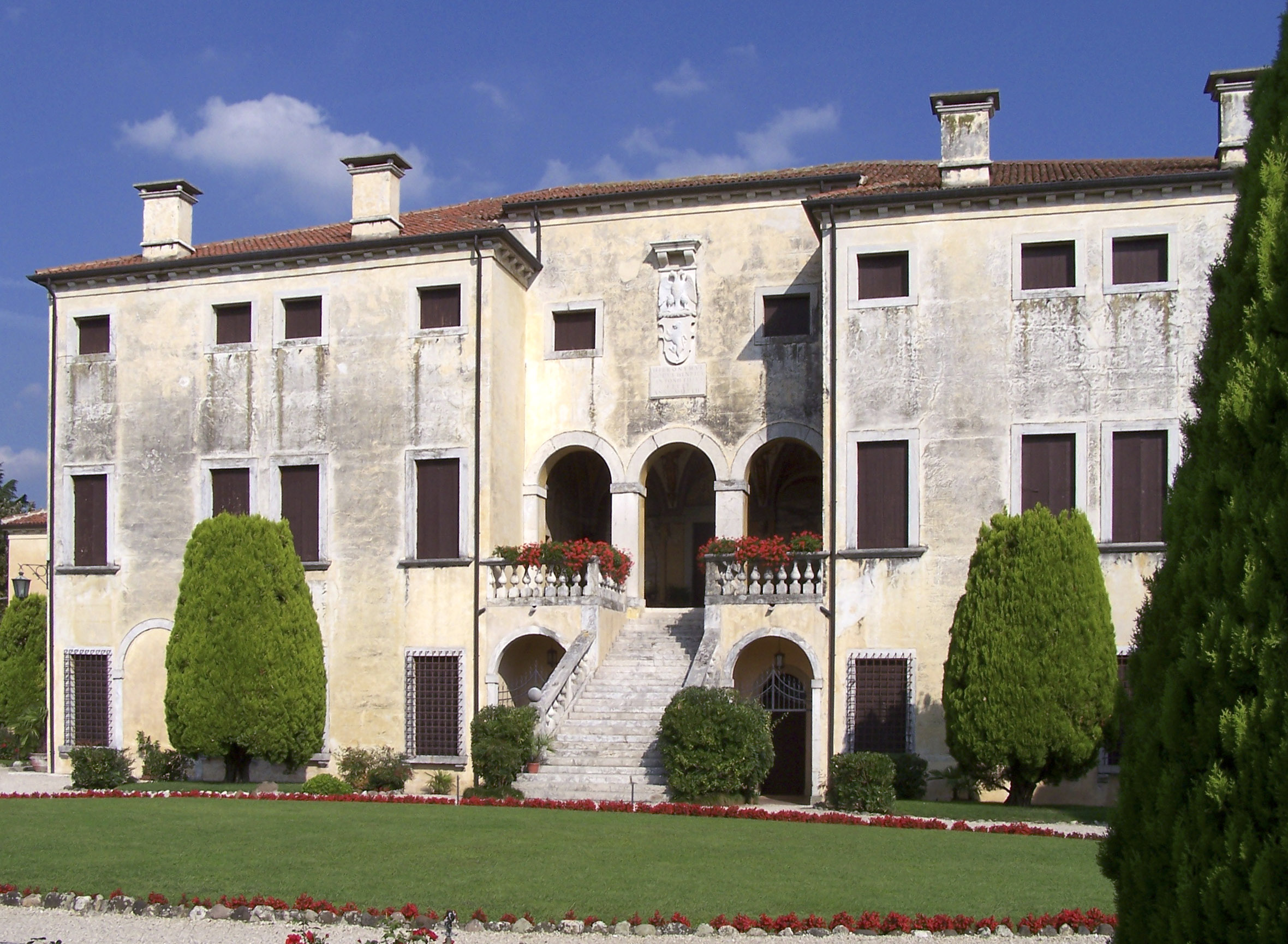
Villa Godi

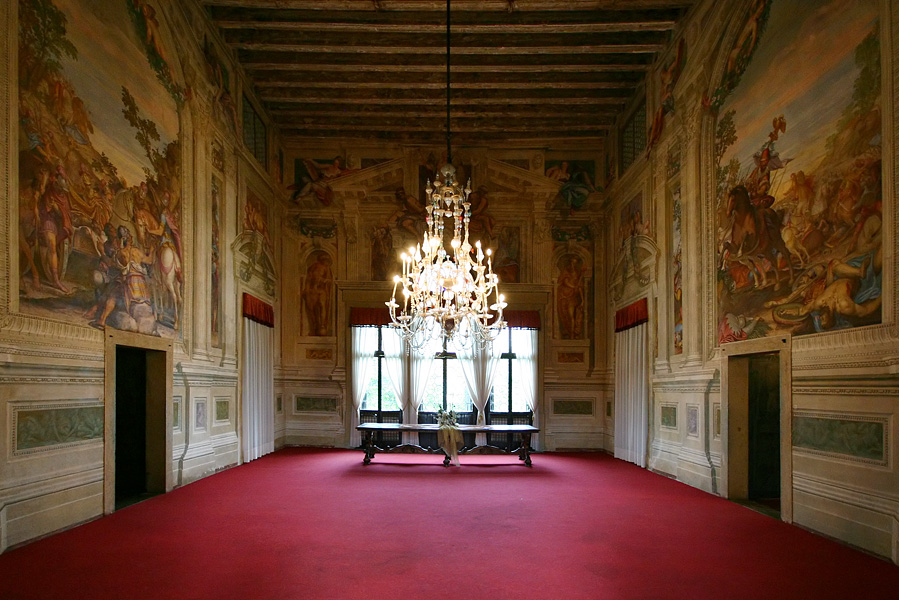
Wnętrze salonu w Villi Godi

Villa Godi – willa w miejscowości Lugo di Vicenza, jeden z pierwszych projektów Andrei Palladio wykonany na zamówienie braci Girolama, Pietra i Marcantonia Godich. Jej budowa trwała od 1537 do 1542. 

## Historia
Willa została zbudowana na zamówienie przedstawicieli patrycjuszowskiego rodu Godich. Była budowana w okresie 1537–1542, następnie w jej wnętrzu zostały wykonane prace dekoratorskie. W XIX wieku obiekt został otoczony parkiem. Obecnie znajduje się w nim muzeum archeologiczne. Na terenie kompleksu kręcony był film Senso. Od 1996 willa znajduje się na Liście Światowego Dziedzictwa UNESCO. 
Jeszcze w XVI stuleciu rodzina Piovene, rywalizująca z Godimi, zamówiła – również u Palladia – willę, która miała przewyższyć pięknem Villę Godi. Powstała wówczas Villa Piovene. 

## Architektura
Willa, będąca wczesnym dziełem Palladia, nie posiada większości cech utożsamianych z jego dojrzałym stylem. Villa Godi jest kompleksem trzech wzniesionych na planie czworoboku budynków, dwóch gospodarskich i mieszkalnego, zawierającego dwa niepowiązane ze sobą apartamenty. Centralnym punktem fasady jest loggia z rzędem arkad z kolumnami doryckimi. Ozdobny taras wysunięty przed loggię dekoruje rzeźbiona balustrada. Powyżej arkad wyrzeźbiony został herb rodziny Godich. Okna willi mają kształt prostokątów rozmieszczonych symetrycznie na całej elewacji. 
We wnętrzu budynku zachował się zespół fresków wykonanych przez Gualtiero Padovano, Giovanniego Battistę Zelottiego oraz Battistę del Moro. Przedstawiają one muzy oraz poetów w krajobrazie Arkadii, jak również zrujnowaną grecką świątynię oraz alegoryczne postacie sprawiedliwości i pokoju.